# Hortobágy-Berettyó
Hortobágy-Berettyó är en kanal i Ungern. Den ligger i den centrala delen av landet, 150 km öster om huvudstaden Budapest.